# علامة بارتومير-مكلسون
علامة بارتومير-مكلسون (بالإنجليزية: Bartomier-Michelson's sign)‏ هي علامة طبية يحدثُ فيها زيادةٌ للألم عند جس المنطقة الحرقفية اليمنى، حيث أنَّ الشخص الذي يتم فحصه يتمدد على جانبه الأيسر مقارنةً بتمدده على ظهره. تُساعد هذه العلامة في الكشف عن التهاب الزائدة الدودية.